# Malika Bongo Ondimba
Malika Bongo Ondimba est une personnalité publique gabonaise. Elle est la petite-fille d'Omar et la fille d'Ali Bongo.

## Biographie

### Enfance, éducation et débuts
Malika Bongo Ondimba est née vers 1982. Sa mère, Annick Aubierge Laffite, est la première épouse d'Ali Bongo, dont elle est la première fille.

### Carrière
Malika Bongo Ondimba est enseignante en France. Elle dirige l'ONG Défis de Femmes,,.
Élue députée lors des élections législatives gabonaises de 2018, elle est réélue sans opposition lors des élections générales gabonaises de 2023.